# Philippe Édouard Foucaux
Philippe Édouard Foucaux (Angers (Maine-et-Loire) 15 september 1811 - Parijs20 mei 1894) was een Frans tibetoloog.
Foucaux werd geboren in een koopmansgezin. Toen hij 27 was, ging hij in Parijs indologie studeren bij Eugène Burnouf, en later op eigen houtje Tibetaans.
Hij kon in 1842 leraar Tibetaans worden aan de École des langues orientales. Toen die lessen niet meer gefinancierd werden, bleef hij ze onbezoldigd geven. In 1862 volgde hij Burnouf op als professor Sanskriet aan het Collège de France.
Hij publiceerde het eerste Tibetaanse grammaticaboek in het Frans en vertaalde de Sakountala uit het Sanskriet.
Foucaux was lid van de Société d'Ethnographie, raadslid van de Société Asiatique de Paris,  corresponderend lid van de Academie van Stanislas en vanaf 1865 corresponderend lid van de American Oriental Society.
Hij ontving hoge Franse en Iraanse onderscheidingen: Chevalier de la Légion d'Honneur en Commandeur de l'Ordre du Lion et du Soleil Perse.
Foucaux was getrouwd met de oriëntaliste Marie Filon (1842-1902) die eveneens werkte als boeddholoog. Zij publiceerde in 1874 onder het pseudoniem Mary Summer het eerste levensverhaal van Boeddha voor een breed Frans publiek.